# Martintella lestes
Martintella lestes är en tvåvingeart som först beskrevs av Samuel Wendell Williston  1901.  Martintella lestes ingår i släktet Martintella och familjen rovflugor. Inga underarter finns listade i Catalogue of Life.